# Брайс, Джеймс, виконт Брайс
Джеймс Брайс, 1-й виконт Брайс (англ. James Bryce; 10 мая 1838, Белфаст — 22 января 1922, Сидмут, графство Девоншир) — британский государственный деятель, правовед, историк, филантроп. Один из инициаторов создания Лиги Наций. Нравственные принципы зачастую побуждали его действовать вразрез с официальной линией Лондона.
Член Лондонского королевского общества (1893), член (1902) и президент (1913—1917) Британской академии, иностранный член французской Академии моральных и политических наук (1904), иностранный член-корреспондент Петербургской академии наук (1910).

## Биография
Джеймс Брайс родился в Ольстере, в семье ольстерских шотландцев. Его отец, школьный учитель Джеймс Брайс-старший, родился в Шотландии. Принадлежал к септу Брайс (Bryce) клана Макфарлан (MacFarlane). Джеймс Брайс-младший изучал правоведение в Глазго. В 1862 г. окончил Тринити-колледж Оксфордского университета. В том же году поступил в оксфордский Ориел-колледж. Там кальвинист Брайс стал первым студентом, отказавшимся произнести англиканскую присягу.
Закончил своё образование Джеймс Брайс путешествием на континент и посещением германских университетов. В Гейдельберге он занимался под руководством Карла Вангерова. Был адвокатом, затем профессором римского права в Лондоне и вскоре обратил на себя внимание сочинением на тему о Священной Римской империи (I Германском Рейхе), поставленную Оксфордским университетом. В этом сочинении: «The Holy Roman Empire» (Лонд., 1864, 8 изд., 1888), Брайс обнаружил светлое понимание всемирной истории, привычку следить за идеей в самых разнообразных её превращениях и способность улавливать изгибы средневекового ума во всех его проявлениях. Сочинение это доставило ему в 1870 г. одну из самых почётных кафедр в Оксфорде — кафедру гражданского, то есть римского права, ведущую своё начало, по крайней мере, от XIII века и преобразованную в её настоящем виде Генрихом VIII. Преподавал в Оксфорде до 1893 года.
В 1878 г. Брайс и его друг Лесли Стивен посетили Татры. Они покорили вершины Ломнице и Герлах. В 1899—1901 гг. Брайс состоял председателем Альпинистского клуба.

### Политическая деятельность
В 1880 г. был выбран в палату общин в Лондоне, а в 1885 г. — в Абердине. С этого же года Брайс стал известен как энергичный второй секретарь по иностранным делам в последнем министерстве Гладстона, то есть официальный представитель министерства иностранных дел в палате общин. Но и после падения Гладстона он не перестал следить за внешними отношениями и обязательствами Англии, как об этом свидетельствуют его речи по поводу турецких преступлений на Крите и в Армении. Также ольстерец Брайс выделился энергичной агитацией в пользу ирландского гомруля.

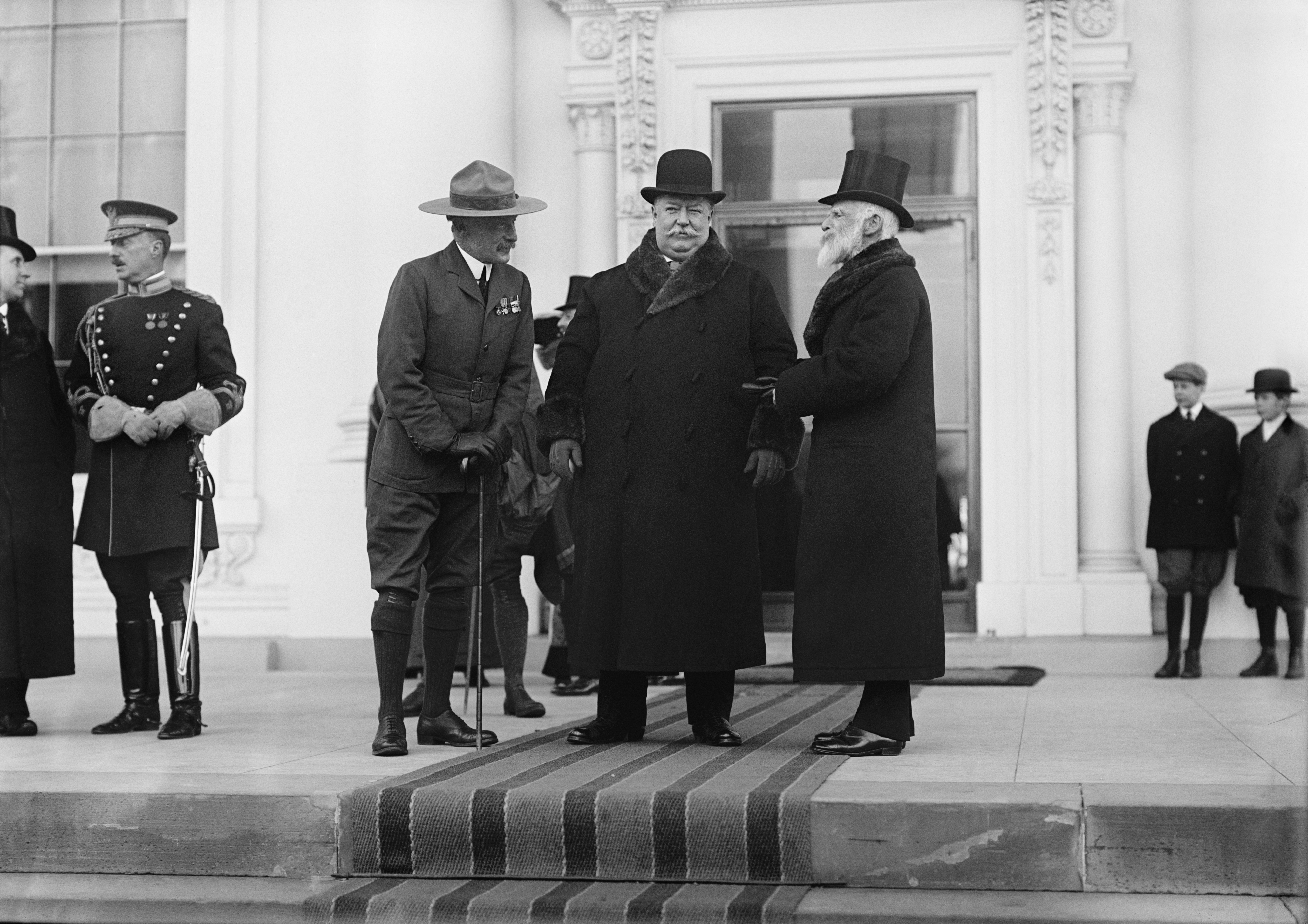
На ступенях Белого Дома с Р. Баден-Пауэллом и У. Тафтом, 1912 г.

Брайс агитировал за отмену религиозной присяги в древнейших английских университетах. Предпринимал обширные путешествия: по США (1870, 1881, 1883), Исландии и ряду других стран. В 1876 г. Брайс основал и возглавил Англо-армянское общество. В качестве его председателя он посетил Россию (Санкт-Петербург, Москва, Нижний Новгород, Казань, Саратов), Кавказ и Армению. Совершил восхождение на Арарат, где (по собственному убеждению) обнаружил остатки Ноева ковчега. В описаниях своих путешествий Брайс обнаруживает внимательное изучение бытовых условий местностей, которые посещал, и умение наблюдать характерные проявления их жизни. Такое именно отношение к природе и людям отразилось и в его книге «Transcaucasia and Ararat» (3-е изд., Лондон, 1878).
В 1880 году Брайс совершил новое путешествие в Армению — через Константинополь и Смирну.
Другим замечательным сочинением Брайса является книга «The American Commonwealth» (3 т., Лондон, 1888; рус. пер. В. Неведомского под заглавием: «Американская республика», 3 т., М.: Изд. К. Т. Солдатенкова, 1889—1890.), посвящённая изучению политического строя США. Книга эта может быть признана одним из значительных произведений публицистической литературы XIX века и одинаково важна как для историка, так и для политика.
В 1897 г. Брайс посетил Южную Африку и близко познакомился с историей и современным положением буров. Когда же через два года вспыхнула Англо-бурская война, Брайс сурово осудил практику концлагерей и другие бесчеловечные действия британских оккупантов.
В 1901 г. Брайс опубликовал труд по сравнительной юриспруденции «Studies in History and Jurisprudence».
В 1905—1907 гг. Брайс был главным секретарём по делам Ирландии в кабинете премьер-министра сэра Генри Кэмпбелла-Баннермана в 1905 году и оставался на своем посту в течение 1906 года. В 1907—1913 гг. состоял послом Великобритании в США. В 1913 г. Брайс посетил Японию и пересёк Сибирь по Транссибу. В пути сделал множество уникальных фотографий, а также заинтересовался сибирским областничеством, проектом «Соединённых Штатов Сибири», у истоков которого стояли Г. Н. Потанин и Н. М. Ядринцев.
В 1913 году Брайсу было пожаловано звание пэра, в 1914 году — титул виконта. В том же году он стал членом Международного суда в Гааге.
В начале Первой мировой войны премьер-министр Асквит поручил Брайсу подготовить доклад о преступлениях германских агрессоров в Бельгии. Богатый фактическим материалом доклад был издан в 1915 году. В том же году Брайс резко осудил Геноцид армян в Османской империи. Он стал одним из основателей Британо-армянского общества Красного Креста. В июле 1915 года Брайс первым озвучил тему армянского геноцида в Палате Лордов. Совместно с историком Арнольдом Тойнби подготовил т. н. «Синюю книгу», обобщившую множество достоверных свидетельств совершённых младотурками массовых убийств армян и ассирийцев. Итоги Первой мировой войны он обобщил в серии статей «Essays and Addresses on War» (June 1918). Здесь Брайс ввёл в англоязычный обиход термин «the Murder of a Nation». Созданный в 1944 г. Рафаэлем Лемкиным греко-латинский термин «геноцид» можно рассматривать как перевод словосочетания, внедрённого Брайсом. Брайсу же принадлежит одно из первых описаний героической обороны горы Муса-Даг.
Выступая в феврале 1920 г. в палате лордов, Брайс резко осудил кемалистов за преследования армян в Киликии и подверг в данном контексте резкой критике послевоенную политику Великобритании в армянском вопросе.
Брайс негативно относился к коммунистам и анархистам, «фанатично практикующим насилие».
В 1921 г. Брайс написал книгу «Современные демократии» (Modern Democracies).

## Память
В 1990 году в честь Брайса названа улица в Ереване.